# لوکیوس تارکوئینیوس کولاتینوس

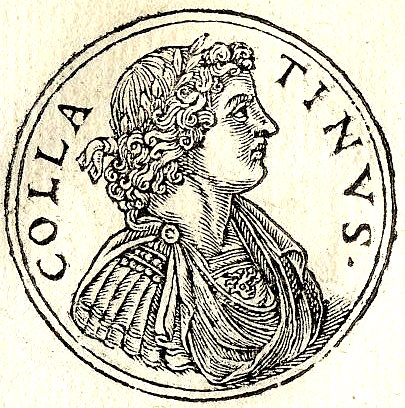
لوکیوس تارکوئینیوس کولاتینوس

لوکیوس تارکوئینیوس کولاتینوس (به لاتین: Lucius Tarquinius Collatinus) (سال تولد و مرگ نامشخص) به‌همراه لوکیوس یونیوس بروتوس نخستین کنسول جمهوری روم در ۵۰۹ قبل از میلاد بود. او همسر لوکرتیا بود، زنی که مورد تجاوز سکستوس تارکوئینیوس، پسرِ آخرین پادشاه روم، قرار گرفت و سپس خود را کشت. بروتوس و کولاتینوس شورشی در روم به‌راه انداختند تا انتقام‌ او را بکشند. این شورش منجر به خلع لوکیوس تارکوئینیوس متکبر و خاندانش، سرنگونی حکومت پادشاهی و تأسیس جمهوری روم شد. او فرزند اگریوس، پسر عموی تارکوئینیوس متکبر، بود.

## تجاوز به همسرش، لوکرتیا، و تأسیس جمهوری
در سال ۵۰۹ ق.م. و در زمان پادشاهی لوکیوس تارکوئینیوس متکبر ـ هفتمین و آخرین پادشاه روم ـ رومیان مشغول محاصره‌ی دولت‌شهر آردئا بودند. در اردوگاه رومیان، در جریان یک باده‌گساری در خیمه‌ی فرماندهان، بحث همسرانِ هریک از شاهزادگان و فرماندهان به‌میان آمد. آنگاه، هریک با گزافه‌گوییْ زیبایی و کمالات و اخلاقِ همسرِ خودش را ستود و بعد که مجادله داغ شد، لوکیوس تارکوئینیوس کولاتینوس ـ پسرِ پسر عموی پادشاه ـ پیشنهاد کرد که همگی به‌خانه‌ی همدیگر بروند و یواشکی رفتار زنانشان را ببینند تا معلوم شود که همسر کدام‌یک از بقیه زیباتر و بااخلاق‌‌تر است ـ او مطمئن بود که همسر خودش، لوکرتیا، زیباتر و عفیف‌تر از همسر بقیه است. شاهزادگان پیشنهادش را پذیرفتند و از اردوگاه (در آردئا) به‌سوی روم راه‌ افتادند تا یواشکی همسران یکدیگر را دید بزنند و ببینند که هریک، در غیاب شوهرش، به چه‌کاری مشغول است. آنان دیدند که همسرانِ هرکدامشان فقط مشغول عیاشی با همسالانشان هستند. سپس به‌سوی کولاتیا (منزل کولاتینوس) تاختند تا به خانه‌ی کولاتینوس بروند و همسر او، لوکرتیا، را هم ببینند و بعد درباره‌ی زنانشان جمع‌بندی کنند. وقتی در شب‌هنگام به خانه‌ی کولاتینوس رسیدند، دیدند که لوکرتیا تا پاسی از شب مشغول رشتن پشم است و به کنیزانش هم کمک می‌کند. پس همسرِ کولاتینوس در مسابقه‌ی فضیلت زنانه پیروز شد، و کولاتینوس به خودش بالید. سپس به‌سوی اردوگاه در آردئا بازگشتند. اما چند روز بعد، جوان‌ترین پسرِ پادشاه، سکستوس تارکوئینیوس، مخفیانه و بی‌آنکه کولاتینوس بداند، به کولاتیا بازگشت و در خانه‌ی لوکرتیا میهمان شد ـ شوهر لوکرتیا، کولاتینوس، در خانه نبود، بلکه در اردوگاه ارتش در آردئا حضور داشت. شب‌هنگام و پس از صرف شام، سکستوس مخفیانه به‌سوی تخت‌خواب لوکرتیا رفت و از آن زن عفیف و زیبا خواست به زنا رضایت دهد. چون زن مخالفت کرد، سکستوس شمشیر کشید و او را به تجاوز تهدید کرد، اما زن به‌قیمت جانش نیز تسلیم بدکاری نشد. پس سکستوس او را تهدید به آبروریزی، به‌عنوان آخرین حربه، کرد و گفت که وقتی او را کشت، جنازه‌ی لختِ یک غلام را کنارش قرار می‌دهد تا همه بگویند که او در جریان یک زنا، آن هم با یک غلام، کشته شده است. لوکرتیا دید که نه‌تنها جان که آبرویش نیز در خطر است، به‌ناچار به زنا رضایت داد. پس از آن، سکستوس، شادمان از مقهور کردن عفت زن، از کولاتیا رفت. لوکرتیا، که بسیار افسرده شده بود، پیکی نزد شوهرش کولاتینوس، در اردوگاه آردئا، و نزد پدرش لوکرتیوس، در روم، فرستاد و از آنان خواست که باشتاب به کولاتیا بیایند، و البته هرکدام یک مرد صمیمی و قابل‌اعتماد با خودش بیاورد. پس آن دو لوکیوس یونیوس بروتوس و پوبلیوس والریوس پوبلیکولا را برگزیدند و با هم، چهار نفری، به منزل لوکرتیا آمدند. آنجا، لوکرتیا ماجرای تجاوز پسر پادشاه به‌خودش را برایشان شرح داد و از آنان خواست که انتقام او را از سکستوس بکشند. پس چون آن چهار مرد سوگند انتقام‌گیری خوردند، لوکرتیا خنجری را که زیر جامه‌اش پنهان کرده بود در قلبش فرو کرد و خودکشی کرد تا ثابت کند که فقط به‌خاطر حفظ آبرویش مجبور به تن دادن به رابطه با سکستوس شده بود، و گرنه به‌هیچ‌روی راضی به رابطه نبوده است. در حالی‌که همسر و پدرش مشغول شیون و زاری بودند، لوکیوس یونیوس بروتوس خنجر را از قلب لوکرتیا درآورد و جلوی خود گرفت و به خون آن زن قسم خورد که انتقامش را می‌کشد و اجازه نمی‌دهد خاندان تارکوئينیان یا هر خاندان دیگری بر روم حکومت کنند. سپس، این چهار مرد جنازه‌ی لوکرتیا را برداشته تا میدان عمومی شهر کولاتیا بردند و در معرض دید عموم گذاشتند و هریک از ددمنشی و گستاخی خاندان شاه دادوناله سرداد و کمک خواست ـ خاصه بروتوس از مردم خواست که، به‌جای گریستن بر جنازه‌ی زن، دست به شمشیر ببرند و خاندان فاسد شاه را خلع کنند. پس عده‌ی زیادی از جوانان داوطلب شدند و سپاهی تشکیل داده به‌سوی روم به‌راه افتادند. از قضا، چنان‌که پیش‌تر گفته شد، سپاه روم و پادشاهش، چند کیلومتر دورتر، مشغول محاصره‌ی شهر آردئا بودند و از شورش اهالی کولاتیا و حرکتشان به‌سوی روم خبر نداشتند. وقتی سپاه داوطلب کولاتیا به روم درآمد، چون مردم روم می‌دیدند که بروتوس و کولاتینوس و لوکرتیوس و پوبلیکولا ـ چهار تن از اشراف روم ـ در خط مقدم آن سپاه می‌آیند، تعجب کردند. بروتوس رومیان را به میدان مرکزی فراخواند و همان نطقی که برای اهالی کولاتیا ایراد کرده بود را برای رومیان هم کرد و از آنان خواست شمشیر بدست بگیرند و رأی به خلع قدرت لوکیوس تارکوئینیوس متکبر و، کلاً، خاندان تارکوئینیان بدهند. رومیان نیز پذیرفتند و با همسر و پدر لوکرتیا همدردی کرده رأی به خلع قدرتِ پادشاهِ جبارشان لوکیوس تارکوئینیوس متکبر دادند. بدین‌سان، دوران پادشاهی روم (۷۵۳ تا ۵۰۹ ق.م.) به‌پایان رسید و جمهوری روم تأسیس شد، حکومتی که، بجای یک پادشاه مطلقه، دو کنسول داشت که هر دو نیز به‌دست مردم گزینش می‌شدند و اقتدارشان محدود به یک‌سال بود. نخستین کنسولان این جمهوری بروتوس (انتقام‌جوی لوکرتیا) و کولاتینوس (شوهر لوکرتیا) بودند. 

## استعفا از کنسولی به‌خاطر نام فامیلی «تارکوئینیوس»
هنوز یک‌سال از انقلاب نگذشته بود که توده‌های روم نسبت‌به کولاتینوس بدبین شدند؛ زیرا نام کامل او «لوکیوس تارکوئینیوس کولاتینوس» بود و عنوان «تارکوئینیوس» برای رومیان زننده و یادآور خاطرات تلخ پادشاه مخلوع بود؛ توده‌ها نگران بودند که مبادا این لوکیوس تارکوئینیوس کولاتینوس نیز مانند تارکوئینیوس‌های مخلوع سودای شاه شدن داشته باشد و بخواهد رژیم سلطنتی را بازگرداند، چراکه او با خاندان شاه فامیل بود. پس به او فشار آوردند که از کنسولی استعفا کند. هرچند این نگرانی توده‌ها بی‌اساس بود، چراکه کولاتینوس در براندازی پادشاهی و تأسیس جمهوری نقش مهمی داشت و از مدافعان جمهوری بود و امکان نداشت بازگشت سلطنت را بخواهد، اما چون توده‌ها به کمتر از استعفای او راضی‌ نمی‌شدند و او هم نخواست زحماتی که برای آزادی روم از یوغ شاهان کشیده بود فراموش شوند، استعفا کرده از روم رفت تا توده‌های روم برای همیشه از نام فامیلی «تارکوئینیوس» خلاص شوند و هیچ تارکوئینیوسی در روم نمانَد.